# Marian Tarabuła
Marian Tarabuła (ur. 13 lutego 1951 w Rzechcinie) – polski samorządowiec, działacz partyjny, w latach 1998–2002 prezydent Jaworzna.

## Życiorys
W latach 60. jego rodzina osiedliła się w Jaworznie. Tam ukończył szkołę podstawową i zawodową, w czasie nauki w tej ostatniej pracował jako uczeń w Kopalni Piasku Podsadzkowego „Szczakowa” w Jaworznie. Po odbyciu służby wojskowej podjął pracę w tej samej kopalni, kształcił się w technikum mechanicznym dla pracujących, następnie rozpoczął studia na Uniwersytecie Jagiellońskim. Został magistrem politologii na Uniwersytecie Śląskim.
Od 1972 do rozwiązania był działaczem Polskiej Zjednoczonej Partii Robotniczej. Należał też do podporządkowanych PZPR organizacji młodzieżowych (Związku Młodzieży Socjalistycznej i Związku Socjalistycznej Młodzieży Polskiej). Pełnił kierownicze funkcje w zakładowych, miejskich i wojewódzkich organach tych organizacji. Był radnym Miejskiej Rady Narodowej w Jaworznie, a w latach 1988–1990 jej przewodniczącym.
Po przemianach politycznych został członkiem Socjaldemokracji RP i następnie Sojuszu Lewicy Demokratycznej. W 1994 został radnym, a w 1998 objął urząd prezydenta Jaworzna. W bezpośrednich wyborach w 2002, będąc kandydatem SLD-UP, przegrał w drugiej turze z Pawłem Silbertem. Uzyskał jednocześnie mandat radnego Jaworzna. Utrzymywał go także w wyborach w 2006 i w 2010 (z ramienia lokalnego ugrupowania Wspólnie dla Jaworzna). W 2014 nie kandydował ponownie.